# Top-posting i bottom-posting
Gdy ktoś odpowiada na wiadomość e-mail lub na wiadomość na forum lub liście dyskusyjnej, oryginalna wiadomość może być załączona ("cytowana") w różny sposób.

## Top-posting
Odpowiedź znajduje się nad cytowaną wiadomością. Przykład (gdzie znacznik ">" określa cytowaną wiadomość):
```
Niestety, jestem zbyt zajęty, aby być na tym spotkaniu.
Notatki przyniosę ci jutro.
```

```
Pozdrawiam, Krzysiek
```

```
> Dzisiaj o 15 jest spotkanie robocze. Będziesz na nim?
> Mógłbyś przy okazji przynieść mi notatki z twojego projektu.
>
> Pozdrawiam, Tomek
```

## Bottom-posting
Odpowiedź znajduje się pod cytowaną wiadomością. Przykład:
```
> Dzisiaj o 15 jest spotkanie robocze. Będziesz na nim?
> Mógłbyś przy okazji przynieść mi notatki z twojego projektu.
```

```
Niestety, jestem zbyt zajęty, aby być na tym spotkaniu.
Notatki przyniosę ci jutro.
```

```
Pozdrawiam, Krzysiek
```

## Cytowanie mieszane
Odpowiedź, znajdująca się pod cytatem, dotyczy tylko fragmentu wcześniejszej wypowiedzi. Przykład:
```
> Dzisiaj o 15 jest spotkanie robocze. Będziesz na nim?
Niestety, jestem zbyt zajęty, aby być na tym spotkaniu.
```

```
> Mógłbyś przy okazji przynieść mi notatki z twojego projektu.
Notatki przyniosę ci jutro.
```

```
Pozdrawiam, Krzysiek
```

Ten styl cytowania nazywany jest także cytowaniem "linia po linii" lub "cytowaniem przeplotowym" (odpowiedzi i cytaty przeplatają się ze sobą). Czasami jest też on utożsamiany z bottom-postingiem.

## Wybór sposobu cytowania
Wiele dyskusji poświęcono na temat najlepszego sposobu odpowiadania i cytowania wiadomości.
Uznaje się, że top-posting zaburza naturalną kolejność czytania, ponieważ aby dowiedzieć się co było w cytowanej wiadomości należy przewinąć tekst w dół, a następnie przewinąć go z powrotem w górę aby zobaczyć odpowiedź. Dlatego też top-posting uznaje się często za naruszenie netykiety, szczególnie w przypadku list dyskusyjnych. W przypadku poczty elektronicznej sposób ten jest dość mocno rozpowszechniony - jedną z przyczyn jest fakt, że bardzo popularny klient e-mail Microsoft Outlook domyślnie sugeruje odpowiadanie powyżej cytatu, podobnie jak web-interfejs GMail.
Uznaje się, że bottom-posting jest bardziej naturalny w kolejności czytania treści. Jednakże może być uciążliwy w przypadku cytowania długich wiadomości, gdyż wtedy należy przewinąć tekst aby dotrzeć do odpowiedzi.
Sposób ten jest bardzo rozpowszechniony i sugerowany do użycia na forach i listach dyskusyjnych. Niektóre z klientów e-mail, np. Mozilla Thunderbird domyślnie sugerują ten sposób odpowiadania na e-maile.
Uznaje się, że odpowiadanie cytowaniem "linia po linii" jest najbardziej naturalny w czytaniu, gdyż w układzie treści przypomina rozmowę. Dlatego jest on sugerowany w różnych zbiorach reguł netykiety, w szczególności w odniesieniu do poczty elektronicznej.
Dokument RFC 1855 sugeruje zamieszczenie  na początku odpowiedzi krótkiego streszczenia kontekstowego cytowanej wiadomości, nigdy zaś całej wiadomości.